# Casas de Don Antonio
Casas de Don Antonio – gmina w Hiszpanii, w prowincji Cáceres, w Estramadurze, o powierzchni 31,34 km². W 2011 roku gmina liczyła 205 mieszkańców.